# Félicité (film, 1979)
Pour les articles homonymes, voir Félicité.
Pour plus de détails, voir Fiche technique et Distribution.
Félicité est un film français de Christine Pascal, sorti en 1979.

## Synopsis
Après une scène de jalousie qui l'a opposée à Vincent, Félicité se retrouve seule. L'espace d'une nuit, elle va revivre sa jeune histoire, ses douleurs, ses rapports avec ses parents, alors que tout près de là, son frère Marc se suicide.

## Fiche technique
- Titre : Félicité
- Réalisation et scénario : Christine Pascal
- Photographie : Yves Lafaye
- Son : Paul Lainé
- Musique : Antoine Duhamel
- Décors : François Chardeaux et Didier Haudepin
- Costumes : Holly Warner
- Montage : Thierry Derocles
- Production : Bloody Mary Productions, Les Films 2001 (Paris)
- Producteur exécutif : François Chardeaux
- Directeur de production Françoise Galfré
- Distribution : Gaumont Distribution, Les Films 2001
- Durée : 105 minutes
- Date de sortie : 23 mai 1979

## Distribution
- Christine Pascal : Félicité
- Monique Chaumette : La mère
- Paul Crauchet : Le père
- Dominique Laffin : Dominique
- Chil Marx : Vincent
- Rémy Pascal : Marc, le frère
- Michel Raskine : L'homme en noir et blanc
- Roland Amstutz : L'homme d'Anvers
- Françoise Nonn : Anna
- Eric Nonn : Le jeune médecin
- Jean Champion : Le médecin
- Judith Fourny : Félicité, enfant
- Nicolas de Boiscuillé : Marc, enfant
- Sylvie Feit : Une infirmière
- Jocelyne Cita : Une infirmière
- Claude Miller